# Terminal (película de 2017)
Terminal es un cortometraje peruano-estadounidense policial estrenado en el 2017, escrito y dirigido por el actor y cantante Christian Meier. La cinta está protagonizada por Stefano Meier y Joe López.[cita requerida]

## Sinopsis
Cuenta la historia de Lucca (Stefano Meier), un joven sin oficio alguno, estaba a punto de morir debido al cáncer terminal y con una novia embarazada, a quién le pidió que lo asesinara por tema de dinero. El temor de Lucca era no dejar un legado a su futuro hijo y decidirse de manera correcta.

## Elenco
- Stefano Meier como Lucca.[4]
- Joe López como John Pakinski.[4]
- Lewis Lownder como el Guardaespaldas.[cita requerida]
- Steve Phelan como el FBI Chief.[cita requerida]
- Harvey B. Jackson[cita requerida]
- David Hill[cita requerida]

## Producción
Esta película es la ópera prima del actor y cantante peruano Christian Meier en trabajo con su propia productora Oliverdog Entrenainment.[cita requerida]
Las escenas de la trama fueron filmadas en la ciudad de Los Ángeles, a inicios del año 2017. La música quedó a cargo de Sergei Stern, quién trabajo anteriormente en series de televisión como Gotham.
Además, fue el primer protagónico de Stefano Meier, el hijo del director de la película, tras una carrera actoral en los Estados Unidos con pocas participaciones.

## Recepción
El cortometraje fue estrenado en Perú el 26 de noviembre de 2020 a través de la plataforma de entretenimiento de la productora peruana Tondero Producciones.
Tras el éxito de la cinta, la película fue nominada a los premios Indian Films Awards en Irlanda en la categoría «Mejor cortometraje», en el Frosbite International Film Festival, en la ciudad de Colorado como «Mejor actor masculino», la cual fue otorgado la nominación a Stefano Meier, y en London Independent Film Awards en Reino Unido en la categoría «Mejor cortometraje de crimen/ficción», siendo en ambas donde se consagró como ganadora. Además, participó en el Festival de Cine de Mindfield en Los Ángeles como «Mejor cortometraje» y en el Festival de Cine de Miami en la categoría «Mejor reparto de actuación».
En 2020, la película fue estrenada a través de la plataforma Amazon Prime Video.

## Premios y nominaciones
| Año  | Premios                              | País           | Categoría                              | Nominación a  | Resultado | Ref.             |
| ---- | ------------------------------------ | -------------- | -------------------------------------- | ------------- | --------- | ---------------- |
| 2018 | Indian Film Awards                   | Irlanda        | «Mejor cortometraje»                   | Terminal      | Ganadora  | [cita requerida] |
| 2018 | Frosbite International Film Festival | Estados Unidos | «Mejor actor masculino»                | Stefano Meier | Ganador   | [cita requerida] |
| 2019 | London Independent Film Awards       | Reino Unido    | «Mejor cortometraje de crimen/ficción» | Terminal      | Ganadora  | [ 4 ]            |
| 2019 | Festival de Cine de Mindfield        | Estados Unidos | «Mejor cortometraje»                   | Terminal      | Ganadora  | [cita requerida] |
| 2019 | Festival de Cine de Miami            | Estados Unidos | «Mejor reparto de ficción»             | Terminal      | Ganadora  | [cita requerida] |